# William Adam (politico)
William Adam (Blairadam, 2 agosto 1751 – Edimburgo, 17 febbraio 1839) è stato un politico e avvocato britannico.
Fu studente presso le Università di Edimburgo e di Oxford, dove si laureò nel 1773. Dopo essere stato ammesso nell'Ordine degli avvocati, fu eletto alla Camera dei Comuni. In seguito a una sfida a duello, divenne amico del politico Charles James Fox, legame fondamentale per la sua futura carriera politica. Grazie all'attività politica riuscì a ripagare i debiti contratti dal padre, ma dovette affrontare diverse calamità che interessarono i suoi affari, ad esempio quando un'inondazione distrusse la pescheria di salmoni di sua proprietà.

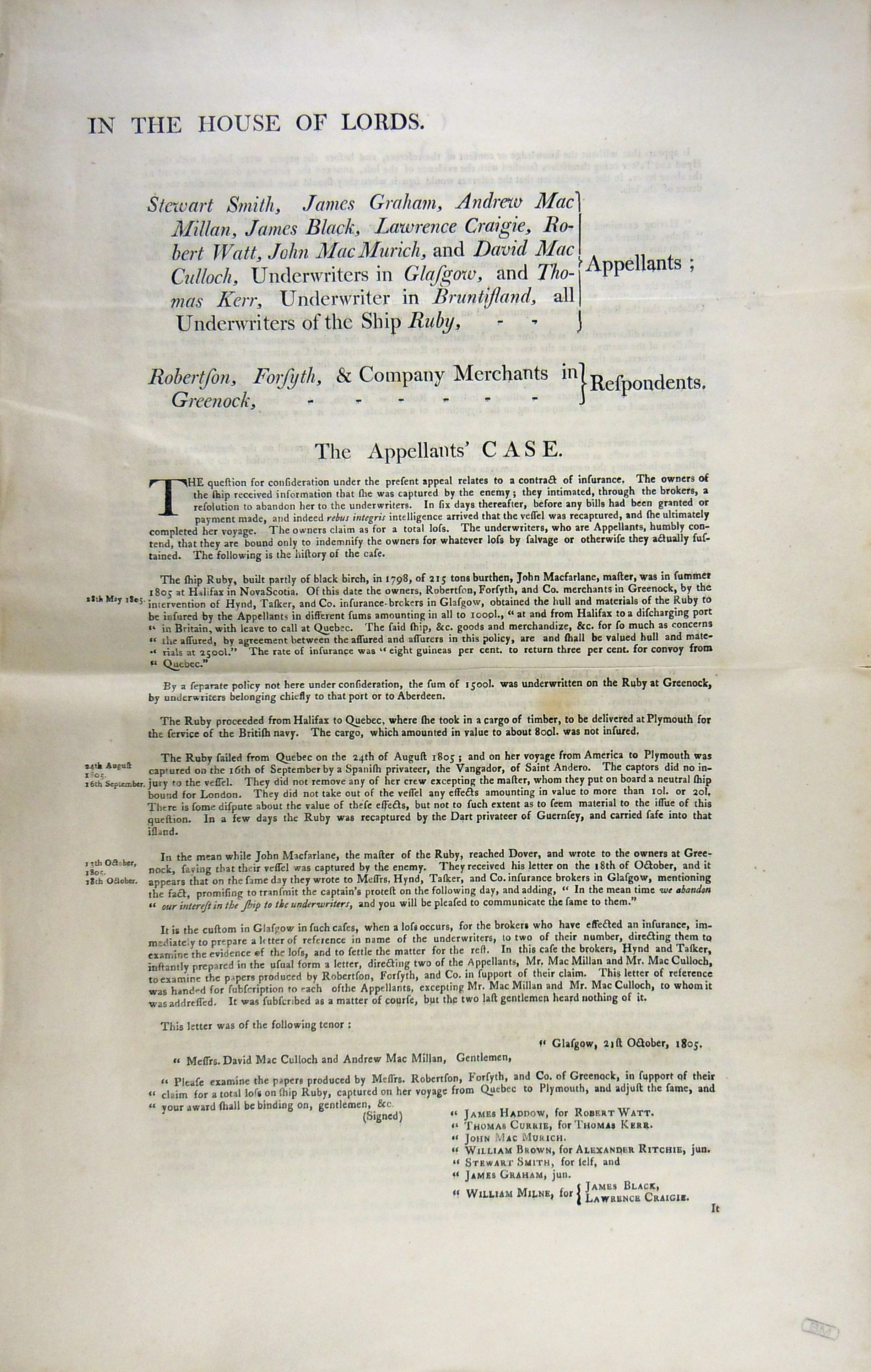
The appellants' case, 1812 (Fondazione Mansutti, Milano).

In seguito divenne consigliere della Compagnia britannica delle Indie orientali e nel 1805 uditore dell'avvocatura generale del Galles, dove ottenne diversi incarichi politici. Scrisse The Appellant's case (1812) per difendere un gruppo di assicuratori dalle accuse di James Allan Park di fronte alla Camera dei Lords. Park difendeva l'armatore che aveva abbandonato una nave inglese dopo essere stata catturata dai corsari spagnoli. Il caso è un precedente importante per l'istituto assicurativo dell'abbandono, ancora vigente nel diritto marittimo. Una copia del testo è conservata presso la Fondazione Mansutti di Milano.
Nel 1840 partecipò alla World Anti-Slavery Convention, un'assemblea per l'abolizione della schiavitù che si riunì per la prima volta all'Exeter Hall di Londra, dal 12 al 23 giugno 1840. Fu organizzata dalla British and Foreign Anti-Slavery Society, in gran parte su iniziativa del quacchero inglese Joseph Sturge. L'esclusione delle donne dalla convenzione diede un grande impulso al movimento per il suffragio femminile negli Stati Uniti.